# Jean-François Di Martino
Pour les articles homonymes, voir Martino.
Jean-François Di Martino, né le 2 mars 1967 à Enghien-les-Bains, est un ancien escrimeur français, pratiquant l'épée. Il est maître d'armes et entraîneur de l'équipe de France cadette et junior. Il a été durant quelques années entraîneur au Bordeaux Étudiants Club (section escrime), le club sportif de la mairie de Bordeaux.

## Palmarès
- Jeux olympiques
  -  Médaille d'argent par équipe aux Jeux olympiques d'été de 2000 à Sydney

- Championnats du monde
  -  Médaille d'or par équipe aux championnats du monde 1999 à Séoul

- Championnats d'Europe
  -  Médaille d'argent par équipe aux championnats d'Europe 1999 à Bolzano
  -  Médaille de bronze individuelle aux championnats d'Europe 1993 à Linz

- Universiades
  -  Médaille de bronze par équipe à l'Universiade d'été de 1991 à Sheffield

- Championnats de France
  -  Médaille d'or en individuel aux championnats de France 1999
  -  Médaille d'or en individuel aux championnats de France 1996